# Riptide
Riptide är en australisk-brittisk thrillerdramaserie vars första säsong hade premiär den 27 december 2022. Seriens första säsong bestod av fyra avsnitt. Serien är skapad av Jason Herbison som även svarat för seriens manus.

## Handling
Serien kretsar kring Alison vars liv ställs på ända efter att hennes australiska man försvinner efter att ha varit ute och surfat. Det visar sig finnas fler oklarheter kring hans försvinnande.

## Rollista i urval
- Jo Joyner - Alison Weston
- Peter O'Brien - Sean Weston
- Ciarán Griffiths - Michael Lane
- David Berry - Dan Burrell/Simon Cameron
- Ben Turland - Ethan Weston
- Asher Yasbincek - Hannah Lane
- Ally Fowler - Rachel Weston
- Yazeed Daher - Logan Williams